# Vervant (Charente-Maritime)
Vervant is een gemeente in het Franse departement Charente-Maritime (regio Nouvelle-Aquitaine) en telt 194 inwoners (1999). De plaats maakt deel uit van het arrondissement Saint-Jean-d'Angély.

## Geografie
De oppervlakte van Vervant bedraagt 5,6 km², de bevolkingsdichtheid is 34,6 inwoners per km².
De onderstaande kaart toont de ligging van Vervant (Charente-Maritime) met de belangrijkste infrastructuur en aangrenzende gemeenten.

## Demografie
Onderstaande figuur toont het verloop van het inwonertal (bron: INSEE-tellingen).